# Клювгант, Вадим Владимирович
Вади́м Влади́мирович Клю́вгант (12 сентября 1958, Магнитогорск) — российский адвокат, общественный деятель и управленец. В 1990—1993 — народный депутат РФ. Мэр Магнитогорска с 1991 по 1995 год. В 2000-2003 гг. — вице-президент ОАО «Тюменская нефтяная компания», старший вице-президент, директор по внутрикорпоративным вопросам компании СИДАНКО. Профессор, кандидат исторических наук<. Консультант в сфере управления рисками бизнеса.

## Биография
В 1979 году окончил Свердловский юридический институт по специальности «правоведение». В 2001 году завершил обучение в Международном Центре нефтегазового бизнеса МГИМО МИД РФ. С 1979 по 1990 год занимал различные должности в органах внутренних дел, был заместителем начальника ОВД Правобережного районного Совета народных депутатов города Магнитогорска.
С 1990 по 1993 год — народный депутат РФР. Был членом Совета Республики Верховного Совета РФ, ответственным секретарём Комитета Верховного Совета РФ по вопросам законности, правопорядка и борьбы с преступностью, членом Конституционной комиссии РФ, участником Конституционного совещания РФ, входил в состав фракций «Демократическая Россия», депутатской группы «Чернобыль».
12 декабря 1991 года, являясь членом Верховного Совета РФ, проголосовал за ратификацию беловежских соглашений о прекращении существования СССР.
В 1991—1995 годах — мэр Магнитогорска.
С 1995 года — заместитель генерального директора ЗАО «Группа Стилтекс». В 1998 году — управляющий директор компании Nosta Metallhandels GmbH, занимавшейся поставками сырья и торговлей продукцией ОАО «НОСТА». Избирался членом Совета директоров ОАО «Оскольский завод металлургического машиностроения». В 2000—2002 года вице-президент ОАО «Тюменская нефтяная компания»
.
С марта 2002 года директор по внутрикорпоративным вопросам, старший вице-президент нефтяной компании СИДАНКО. В 2003—2004 первый вице-президент группы компаний «Нобель Ойл».
С 2005 года — адвокат (Московская городская коллегия адвокатов «Де-Юре», с 2017 года — Санкт_петербургская коллегия адвокатов Pen&Paper, Филиал гор. Москва).
С февраля 2015 года член Совета, с февраля 2017 года — вице-президент Адвокатской палаты Москвы, заместитель председателя Комиссии ФПА РФ по защите прав адвокатов.
С 2021 года по октябрь 2022 года — член Совета, Вице-президент Федеральной палаты адвокатов РФ.
Автор ряда научных трудов по вопросам юриспруденции, историческим и политическим проблемам. Защитил кандидатскую диссертацию на тему: «Съезд народных депутатов и Верховный Совет РФ в политической истории страны». В качестве эксперта и адвоката участвовал во множестве теле- и радиопередач на каналах: «Первый канал», «Россия-1», НТВ, ОТР, МИР, РБК-ТВ, «Дождь», радиостанциях «Эхо Москвы», «Серебряный дождь», «Коммерсант FM» и др.

## Карьера
В качестве адвоката участвовал в ряде резонансных дел, таких как Дело Копцева (на стороне потерпевших), Дело Юкоса, где с 2007 года возглавлял защиту Михаила Ходорковского и Платона Лебедева, в Болотном деле защищал Николая Кавказского. Являлся защитником академика РАН Ю. С. Пивоварова в 2017—2019 гг. Защищал гражданку Израиля Н. Иссасхар, освобождённую президентом РФ в порядке помилования. Защищал ингушских лидеров по «Ингушскому Болотному делу».

## Награды
- Медаль «За безупречную службу в МВД СССР»[1]
- Медаль №1 имени А.Ф. Кони "За верность слову, истине и чести"
- Заслуженный адвокат Адвокатской палаты Москвы